# Apocalipse de Bamberg

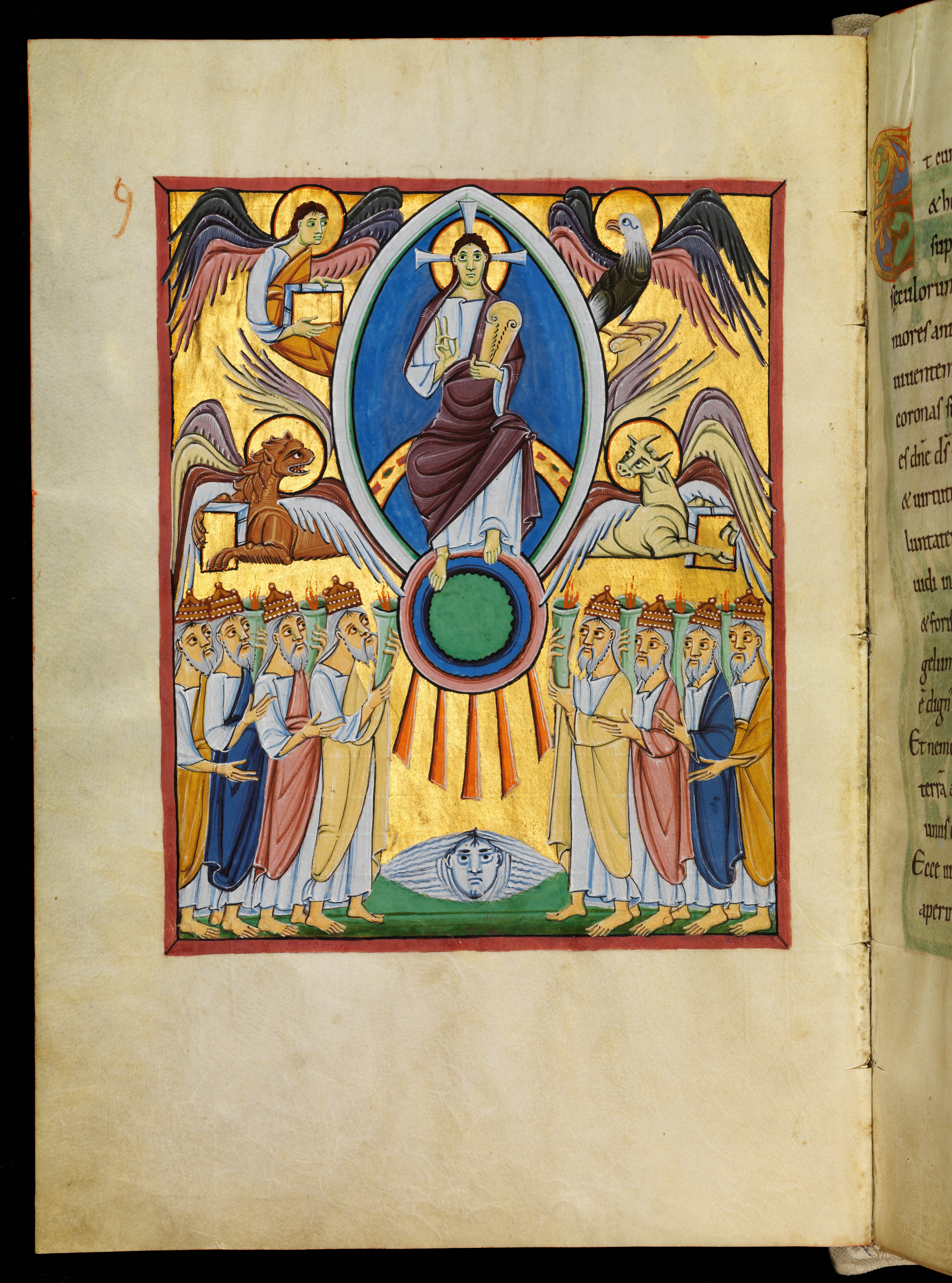
"O Trono do Céu", Folio 10 verso no Apocalipse Bamberg

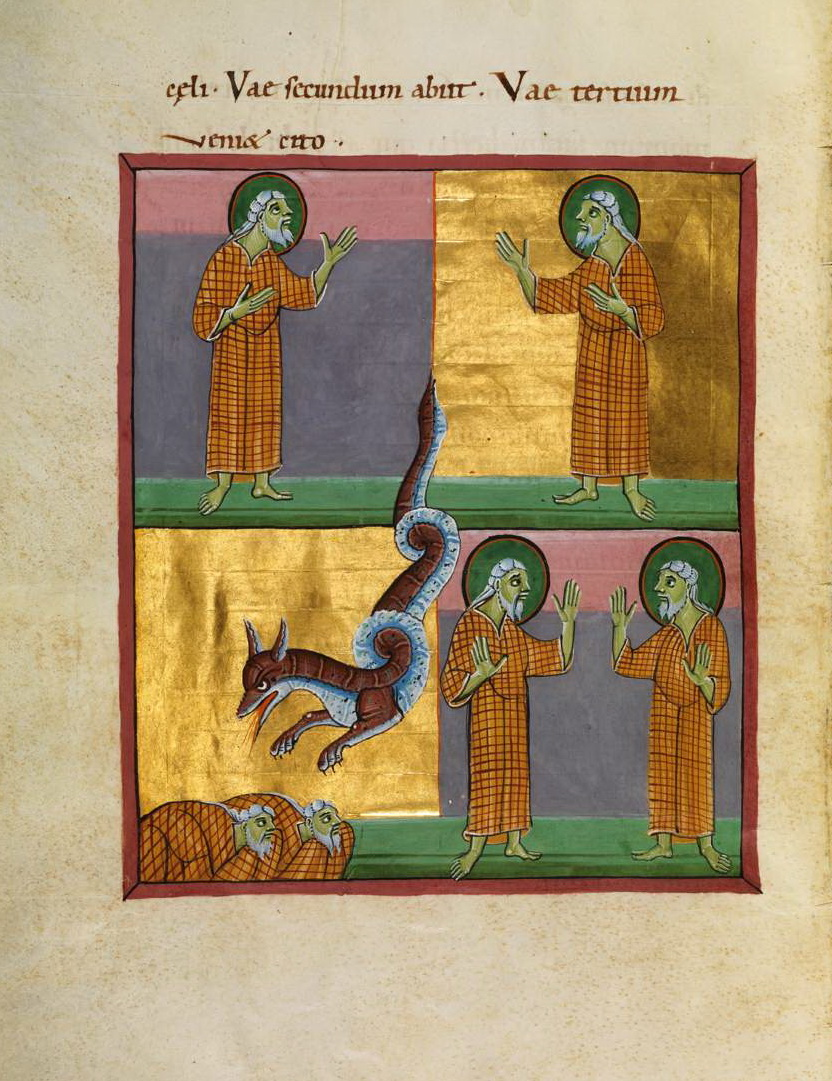
As duas testemunhas, descrito no Bamberg Apocalypse, num manuscrito no século XI.

O Apocalipse de Bamberg (Biblioteca Estatal de Bamberg, Msc.Bibl.140) é um manuscrito iluminado do século XI, contendo gravuras do Livro do Apocalipse e dos Evangelhos. 
Ele foi criado no scriptorium da Ilha de Reichenau entre os anos de 1000 e 1020 e é relatado como manuscritos de Reichenau incluindo também o Pericopes of Henry II e o Munich Gospels of Otto III.